# Ulica Długa w Raciborzu
Ulica Długa (niem. Langestraße) – ulica w centrum Raciborza o długości około 360 m. Biegnie od rynku do placu Wolności. Nazwa ulicy związana jest z faktem, że była to najdłuższa ulica w granicach otoczonego murami dawnego miasta. Obecnie, prawie na całej długości została wyłączona z ruchu samochodowego.

## Historia

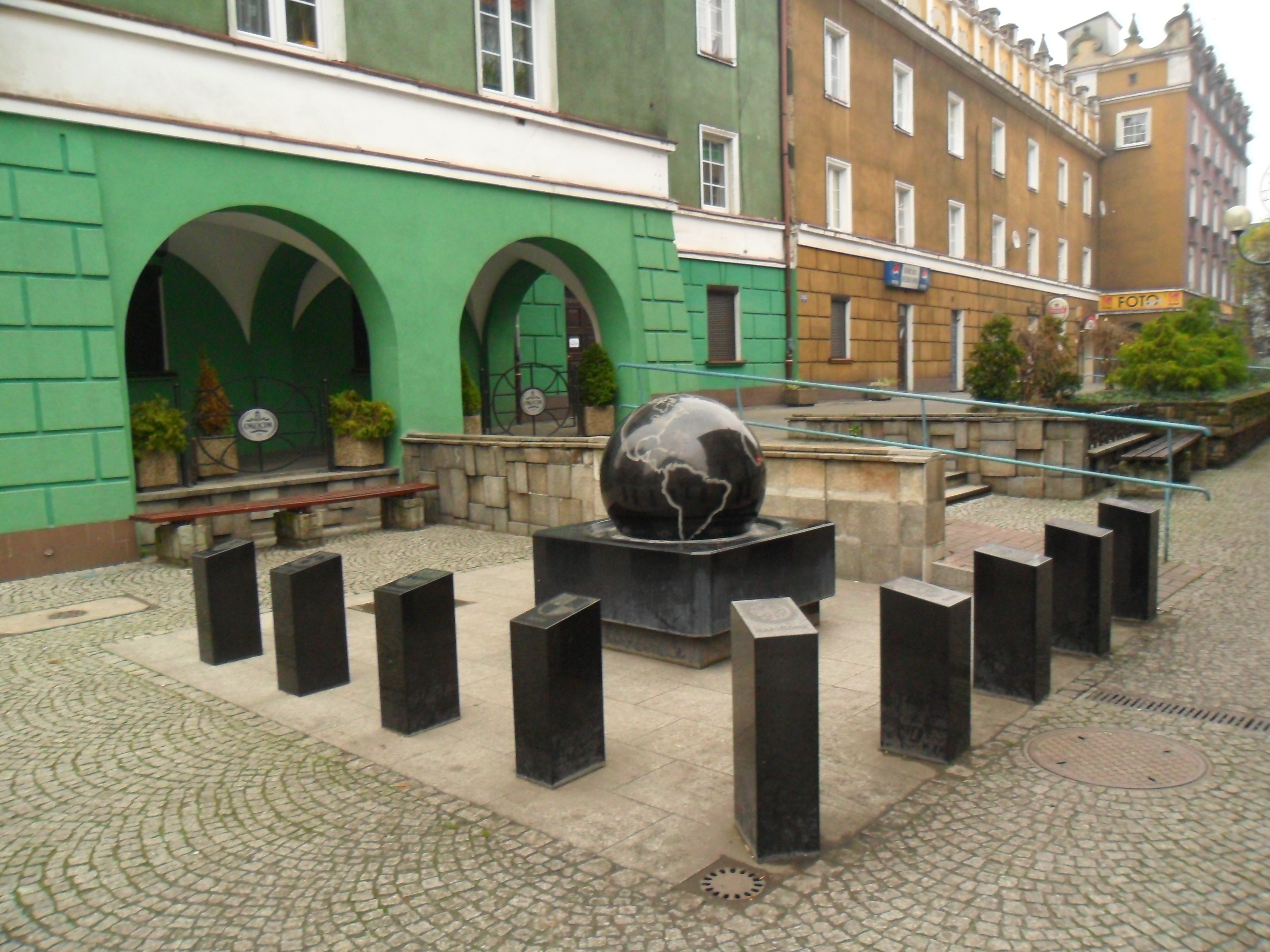
Fontanna Narodów

Dawniej ulica nosiła również inne nazwy: Große Gasse (Wielka), Korngasse (Zbożowa lub Żytnia) oraz Lange Gasse. Na początku ulicy, w budynku narożnym z rynkiem, mieściła się niegdyś kasa miejska. Na jego fasadzie od strony ulicy Długiej znajduje się zegar słoneczny. Do roku 1818 na zachodnim końcu ulicy istniała Brama Wielka, jedna z trzech bram miejskich w Raciborzu. Stanowiła element miejskich fortyfikacji, a także służyła do pobierania cła i myta. Przed rokiem 1945 na ulicy mieściło się wiele sklepów, zakładów usługowych i kawiarni. Zabudowania ulicy pochodziły z XVIII i XIX wieku. Była to ruchliwa ulica, znajdowały się też na niej dwa przystanki autobusowe. Mieszkali przy niej głównie bogaci kupcy i rzemieślnicy. II wojna światowa w dużym stopniu zniszczyła uliczne zabudowania.
W latach 50. XX wieku rozpoczęto odbudowę ulicy. Znacznie zmniejszono jej rolę handlową, przeznaczając na sklepy zaledwie kilka lokali. W latach 1980–1982 ulica doczekała się przebudowy. Chcąc przywrócić jej handlowy charakter, zamknięto ją dla ruchu kołowego, a mieszkania na parterach opróżniono i zamieniono na sklepy. Po północnej stronie utworzono również podwyższony trakt pieszy. 13 czerwca 2008 roku, przy okazji obchodów 900-lecia miasta, na ulicy, w miejscu dawnej fontanny, uroczyście odsłonięto fontannę Narodów.
Przy ulicy Długiej 41 mieściła się kiedyś znana wśród raciborzan kawiarnia Tęczowa, w której przed wojną znajdowała się restauracja Johanna Obotha. Wojna oszczędziła budynek mieszczący restaurację i już w 1945 roku uruchomiono w nim kawiarnię pod nazwą Ta-Joj, z podświetlanym parkietem. Kawiarnia była związana z powojennymi "sensacjami towarzyskimi" Raciborza: w niej milicjant zastrzelił swoją 17-letnią przyjaciółkę, innym razem Rosjanie wystrzelili pocisk z czołgu T-34 w kawiarnię, niszcząc pół ściany.

## Przebieg i ruch uliczny

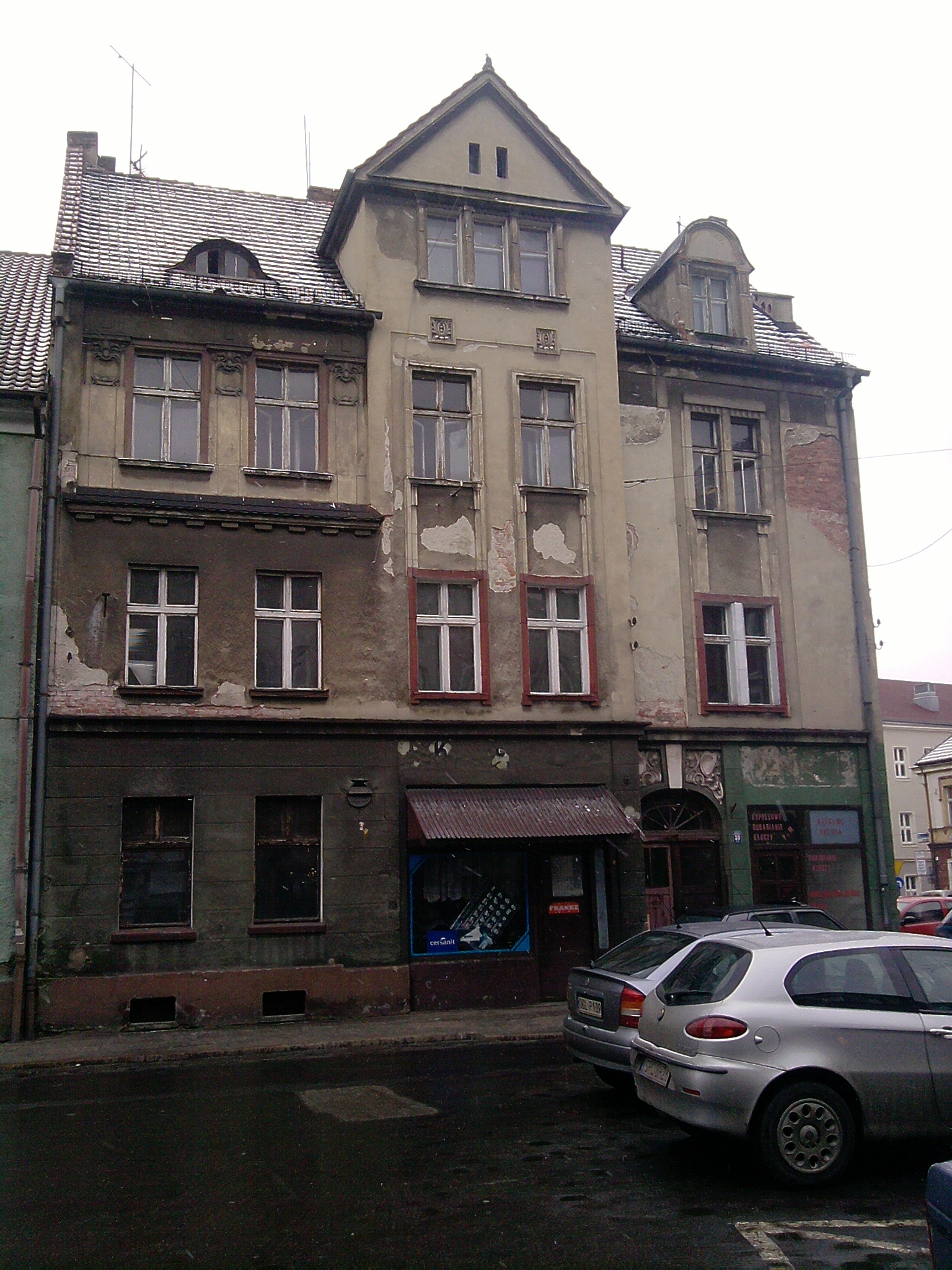
Kamienica przy ul. Długiej 39

Ulica rozpoczyna swój bieg od rynku, a kończy stykając się z ul. Gimnazjalną i pl. Wolności. Długość ulicy to ok. 360 m. Nie przebiegają przez nią żadne trasy autobusowe. Od rynku do skrzyżowania z ul. Rzemieślniczą ulica to deptak wyłączony z ruchu samochodowego. Deptak jest dwupoziomowy, jego prawa część znajduje się wyżej i jest węższa od lewej. Części te przedzielone są posadzonymi krzewami i kwiatami. Na całej długości deptaku znajdują się ławki. Przy skrzyżowaniu z ul. Browarną znajduje się fontanna. Od skrzyżowania z ul. Rzeźniczą do skrzyżowania z pl. Wolności i ul. Gimnazjalną ulica pokryta jest asfaltem, na którym obowiązuje normalny ruch uliczny. Po obu stronach jezdni znajdują się chodniki.

## Architektura
Fontanna Narodów – obracana przez wodę granitową kula o średnicy jednego metra z zaznaczonymi konturami kontynentów i położeniem Raciborza. Wokół kuli umieszczono granitowe słupki z herbami miast partnerskich Raciborza
Kamienica przy ul. Długiej 39 – wybudowana w latach 80. XIX wieku w stylu eklektycznym. Posiada trzy kondygnacje i pokryta jest dwuspadowym dachem. Widoczny zachowany detal architektoniczny.
Kamienica przy ul. Długiej 43 – wybudowana w latach 80 XIX wieku w stylu neogotyckim, przebudowana w latach 30. XX wieku. Posiada trzy kondygnacje i jest nakryta półmansardowym dachem. Widoczny zachowany detal architektoniczny.

## Instytucje

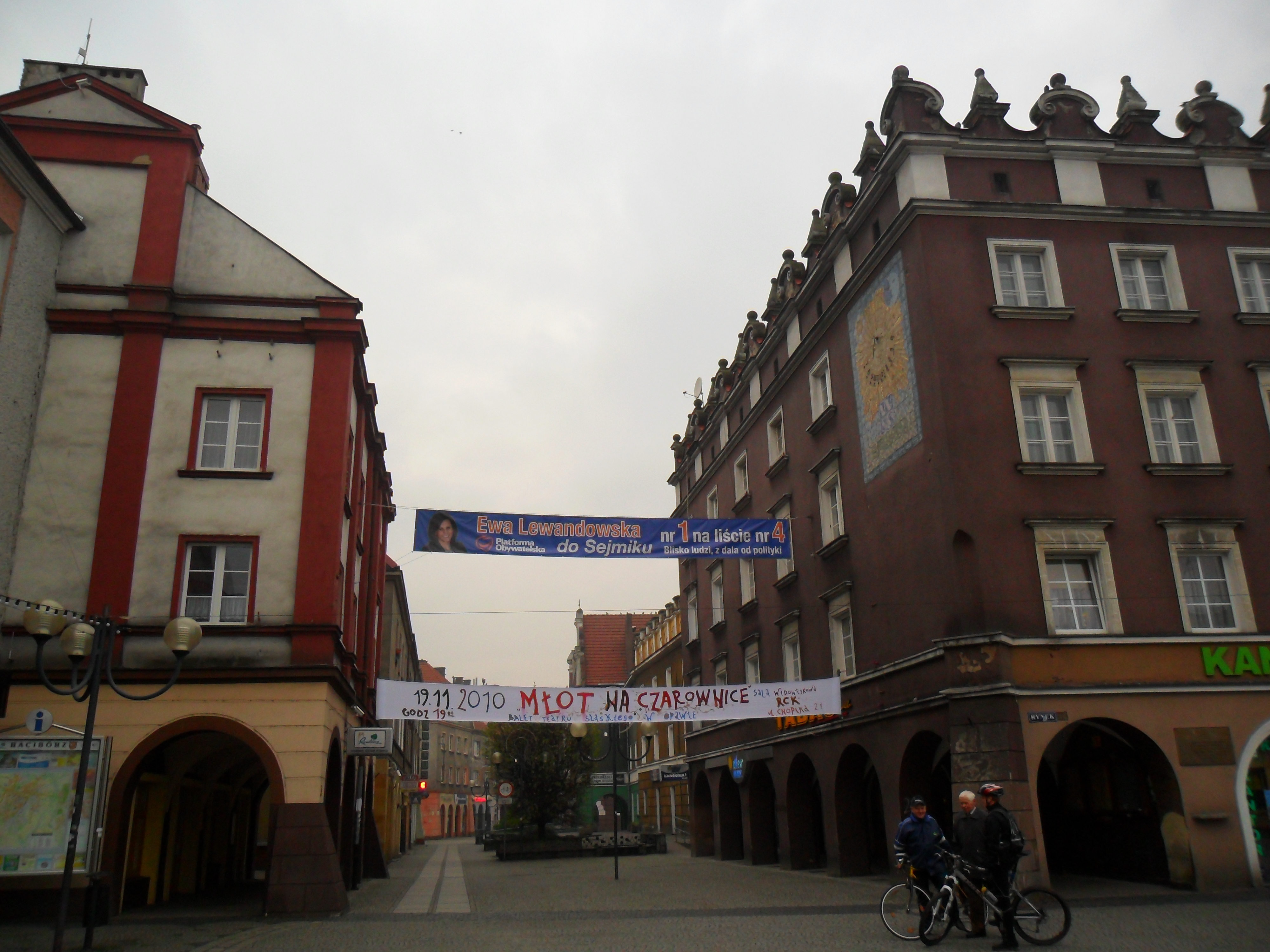
Po lewej pod arkadami znajduje się Raciborskie Centrum Kultury

Raciborskie Centrum Informacji znajduje się przy ul. Długiej 2. W 2003 roku raciborski magistrat otrzymał grant na tworzenie Gminnych Centrum Informacji przez Ministerstwo Gospodarki, Pracy i Polityki Społecznej. 1 stycznia 2004 roku rozpoczęło działalność Gminne Centrum Informacji. Głównym jego zadaniem było wspieranie osób bezrobotnych w celu znalezienia zatrudnienia. Bezrobotni mogli skorzystać z komputera z dostępem do Internetu, przygotować i wydrukować wymagane dokumenty oraz uzyskać informacje na temat rozmów kwalifikacyjnych oraz samej struktury rynku pracy. 1 stycznia 2005 roku placówka zmieniła nazwę na Miejskie Centrum Informacji. Również wtedy rozpoczął działalność punkt informacji turystycznej. 8 lipca 2006 roku staraniem placówki na rynku zamontowany został hot-spot. W MCI dostępne są bezpłatne materiały promujące miasto. Od stycznia 2009 roku placówka zmieniła nazwę na Raciborskie Centrum Kultury, a organem prowadzącym stało się Raciborskie Centrum Kultury, które zastąpiła Urząd Miasta. Do zadań instytucji będzie należało prowadzenie punktu informacji turystycznej, a także udzielanie informacji o wydarzeniach kulturalnych, a artystycznych i sportowych w mieście.
Towarzystwo Miłośników Ziemi Raciborskiej mieści się przy ul. Długiej 7. Swoją działalność rozpoczęło w 1960 roku. Od 1984 roku jego siedziba mieści się w lokalu przy ul. Długiej. W 1994 roku TMZR znalazło się na 4 miejscu wśród podobnych towarzystw w Polsce.

## Mapa

22. Kamienica przy ul. Długiej 39; 23. Kamienica przy ul. Długiej 43; 24. Fontanna Narodów; 31. Raciborskie Centrum Informacji przy ul. Długiej 2; 32. Towarzystwo Miłośników Ziemi Raciborskiej przy ul. Długiej 7